# One Wish: The Holiday Album
One Wish: The Holiday Album släpptes den 18 november 2003 i Kanada och USA och är ett julalbum av den amerikanska popsångerskan Whitney Houston.

## Låtlista
() = låtskrivare
1. "The First Noël" (traditionell) – 3:14
2. "The Christmas Song" (Mel Tormé, Robert Wells) – 3:12
3. "The Little Drummer Boy" (Katherine Davis, Henry Onorati, Harry Simeone) – 4:29
4. "One Wish (For Christmas)" (Gordon Chambers, Barry Eastmond, Freddie Jackson) – 4:12
5. "Cantique de Noël (O Holy Night)" (traditionell) – 3:48
6. "I'll Be Home for Christmas" (Kim Gannon, Walter Kent, Buck Ram) – 3:45
7. "Deck the Halls/Silent Night" ("Stille Nacht! Heilige Nacht!") (traditionell) – 4:29
8. "Have Yourself a Merry Little Christmas" (Ralph Blane, Hugh Martin) – 4:49
9. "O Come O Come Emanuel" (traditionell) – 3:06
10. "Who Would Imagine a King" (Hallerin Hilton Hill, Mervyn Warren) – 3:30
11. "Joy to the World" (traditionell) – 4:41